# 설순
설순(偰循, ？ ~ 1435년 11월 11일(음력 10월 21일))은 조선의 학자이다. 자는 보덕, 본관은 경주이다.
고려 때 귀화한 위구르인 설손의 손자이며 설경수의 아들이고 설장수의 조카이다. 태종 때 생원으로서 문과에 급제하였으며, 세종 때 교리와 좌사경 등을 지냈다. 그는 왕명으로 《효행록》을 증수하였다. 또한 1431년에 집현전 부제학으로서 《삼강행실도》를 편수하였으며 윤회 등과 함께 《통감훈의》를 저술하였다. 성품이 순후하고 정직했으며 학문이 깊었다.